# لانگهای
لانگهای (به لاتین: Longhai City) یک county-level city در جمهوری خلق چین است که در جانگجاو واقع شده‌است.